# Chalcides mionecton
Chalcides mionecton é uma espécie de réptil escamado da família Scincidae. Apenas pode ser encontrada em Marrocos.
Os seus habitats naturais são: costas arenosas, terras aráveis, pastagens e jardins rurais. Está ameaçada por perda de habitat.